# Johannes Theodorus van Spengler
Johannes Theodorus van Spengler (Zutphen, 4 december 1790 - Gendringen, 16 november 1856) was een Nederlands luitenant-generaal en minister van Oorlog en Marine. Hij was de zoon van Johannes Gerardus van Spengler (1748-1829) die bij Koninklijk Besluit nr 66 van 20 februari 1816 in de adelstand werd verheven. 

## Loopbaan
Spengler (zonder 'van') trad op 20 december 1806 als onderofficier-élève bij de garde van koning Lodewijk in dienst, werd in 1807 tot sergeant bij de garde-grenadiers, aan het einde van 1808 tot adelborst benoemd en in 1809 bij de lijfwacht te paard geplaatst. Hij werd in mei 1810 benoemd tot brigadier bij de lijfwacht te voet. Aan het einde van dat jaar, na de inlijving van Nederland in het Franse Keizerrijk werd hij tweede luitenant bij het tweede regiment der garde-grenadiers, op 6 december 1811 luitenant-adjudant-majoor bij de pupillen der garde en op 10 augustus 1818 tot kapitein-adjudant benoemd. Later keerde hij met eerder genoemd korps terug naar Nederland en werd in de dienst van de soevereine vorst gecontinueerd. Bij de reorganisatie van het leger ging hij in de rang van kapitein over bij het elfde bataljon infanterie van linie, dat later werd herbenoemd tot veertiende bataljon.

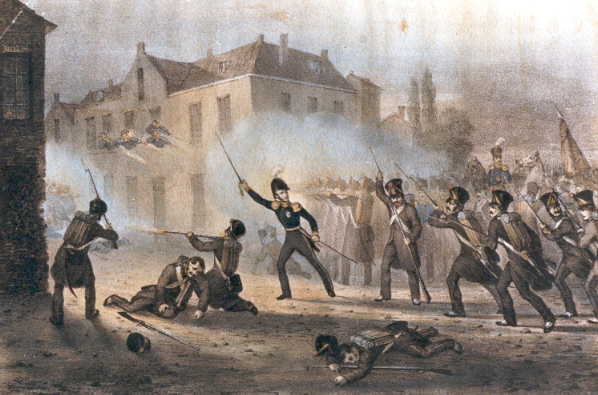
Tiendaagse Veldtocht, waaraan Van Spengler deelnam.

Op 9 juni 1815 werd hij aan het hoofd der compagnie geplaatst en in 1819, bij een reorganisatie van het leger in dezelfde betrekking bij de schoolcompagnie der elfde afdeling infanterie geplaatst. In juni 1824 werd hij bij de zevende afdeling infanterie overgeplaatst en in 1829 werd hij tot majoor bevorderd. Van Spengler nam deel aan de Tiendaagse Veldtocht en werd voor zijn verrichtingen benoemd tot ridder in de Militaire Willems-Orde vierde klasse. Aan het einde van het jaar 1837 werd hij door de koning benoemd tot zijn adjudant en tevens bevorderd tot commandant van het depot grenadiers. In 1840 werd hij benoemd tot luitenant-kolonel, zonder bezwaar van de schatkist, en in het begin van 1841 werd hij benoemd tot commandant der afdeling grenadiers. Ruim een jaar later werd Van Spengler eervol uit zijn betrekking ontslagen, met de bepaling dat hij in zijn rang voortdurend à la suite bij de afdeling gevoerd zou worden.
Van Spengler werd in 1843 benoemd tot kolonel, zonder bezwaar van de schatkist, en aan het einde van dat jaar ter dispositie van het Departement van Oorlog gesteld. In het begin van 1844 werd hij benoemd tot adjudant van de koning in buitengewone dienst en op 7 maart 1845 aangesteld als kolonel-commandant van het regiment grenadiers en jagers; in 1848 werd hij bevorderd tot generaal-majoor, commandant van de reserve-brigade. Op 1 november 1849 werd Van Spengler benoemd tot minister van Oorlog in het eerste kabinet-Thorbecke, welke betrekking hij bleef bekleden tot 15 juli 1852. Gedurende korte tijd was hij ook ad interim met de portefeuille van Marine belast. Van Spengler nam in zijn verschillende militiaire betrekkingen aan verschillende krijgstochten deel, zoals in 1809 in Brabant tegen de Engelsen, in 1815 in Frankrijk en in 1830 te Antwerpen tijdens de Belgische Opstand. In 1831 nam hij deel aan de Tiendaagse Veldtocht terwijl hij van 1832 tot 1834 bij het mobiele leger werkzaam was. Van Spengler was ridder in de Militaire Willems-Orde, ridder en commandeur in de Orde van de Nederlandse Leeuw, ridder der Orde van de Württembergse Kroon en ridder in de Orde van de Rode Adelaar tweede klasse. Daarnaast werd hem op 6 december 1841 het Onderscheidingsteken voor Langdurige Dienst als officier toegekend.
In zijn verschillende functies kenschetste hij zich door waardigheid en zelfstandigheid. Bij de verdediging van zijn eerste begroting voor 1850 sprak hij onder meer de merkwaardige woorden: Aan het hoofd geplaatst van het Departement van Oorlog vermeen ik genoeg zelfstandigheid te moeten bezitten om mij tegen alle invloed, van welke aard ook, te waarborgen en ik geloof in mijn langdurige loopbaan bewijzen te hebben gegeven dat ik enige zelfstandigheid bezit. Op het hoge standpunt, waarop het de Koning behaagd heeft mij te plaatsen, wil ik mij niet links en rechts laten ondersteunen; daardoor toch zou ik voor het oog van het leger en de natie staan, als een minister die van alle kanten gestut moet worden en ik hoop dat dit het geval niet is. En een jaar later, toen hij meende dat men bij de begroting niet de nodige ernst in acht nam zei hij Wanneer er kwestie is van het leger en de zaak betreffende de verdediging van het land wordt behandeld, dan vertrouw ik in billijkheid te mogen verwachten dat daarbij met ernst, bezadigdheid en betamelijkheid te werk wordt gegaan terwijl ik geloof dat bij de overweging van zaken van dat gewicht alle aardigheden voor het minst ongepast zijn te noemen. Van Spengler gaf bij herhaling zijn verlangen te kennen om uit de betrekking van minister van Oorlog te worden ontslagen. Dit verlangen werd op 15 juli 1852 ingewilligd.
- Biografisch Portaal: 18292433
- Parlement.com: vg09lljhz8y3